# Premio YoungStar
El Premio YoungStar (título original: YoungStar Award) es una ceremonia de premios organizada por The Hollywood Reporter en reconocimiento a los mejores actores entre los seis y los dieciocho años. Fue entregado por primera vez en 1995 y su última ceremonia se realizó en el año 2000. Entre sus ganadores y nominados notables destacan los nombres de Kirsten Dunst, Mara Wilson, Joseph Gordon-Levitt, Jessica Campbell, Elijah Wood, Mila Kunis y Scarlett Johansson.

## Categorías destacadas
- Mejor desempeño de un actor joven en una película cómica
- Mejor desempeño de una actriz joven en una película cómica
- Mejor desempeño de un actor joven en una película dramática
- Mejor desempeño de una actriz joven en una película dramática
- Mejor actor joven en una serie de televisión diurna
- Mejor actriz joven en una serie de televisión diurna
- Mejor actor joven en una miniserie o telefile
- Mejor actriz joven en una miniserie o telefilme